# Thanh Sơn (diễn viên)
Nguyễn Thanh Sơn (sinh ngày 1 tháng 9 năm 1991), thường được biết đến với nghệ danh Thanh Sơn, là một nam diễn viên người Việt Nam. Anh được biết đến nhờ những vai diễn trong các bộ phim truyền hình của Đài Truyền hình Việt Nam như Đấu trí (2022),  11 tháng 5 ngày (2021), Chạm tay vào nỗi nhớ (2013), Máy bay ký sự (2015), Cả một đời ân oán (2017 – 2018), Nàng dâu order (2019), Tình yêu và tham vọng (2020), Đừng bắt em phải quên (2020) và phim điện ảnh Mùi cỏ cháy (2011). Ngoài ra, Thanh Sơn còn là một diễn viên kịch nói, công tác tại Nhà hát Tuổi trẻ.

## Tiểu sử và sự nghiệp
Sinh ra trong một gia đình không có ai làm nghệ thuật, nhưng ngay từ khi học lớp 11, Thanh Sơn đã nghiêm túc chọn nghề cho mình. Bố mẹ ủng hộ anh bằng việc sớm đưa anh đến luyện đài từ cùng nghệ sĩ Phạm Cường. Thanh Sơn từ một học sinh luôn đội sổ lớp đã cán đích thủ khoa đầu vào của Trường Đại học Sân khấu – Điện ảnh Hà Nội.
Năm 2016, anh vào vai Nam trong bộ phim Lựa chọn cuối cùng. Năm 2017, anh vào vai Phong trong bộ phim Những người nhiều chuyện và  vai Khôi trong 2 phần của bộ phim Cả một đời ân oán. Năm 2019, anh đóng cặp với Lan Phương trong bộ phim Nàng dâu Order. Năm 2020, anh vào hai vai diễn trong các bộ phim Tình yêu và tham vọng và Đừng bắt em phải quên cùng vai diễn khách mời trong bộ phim Nhà trọ Balanha. Thanh Sơn còn được đề cử Top 5 Giải thưởng Ấn tượng VTV 2020 – Dấu ấn 50 năm. Anh còn lấn sân sang với vai trò MC trong chương trình Trạng nguyên nhí phát sóng đầu năm 2021. Cũng trong đầu năm 2021, anh tham gia bộ phim Yêu hơn cả bầu trời. Giữa năm 2021, anh đóng cặp với Khả Ngân trong bộ phim 11 tháng 5 ngày. Năm 2022, anh tham gia bộ phim Đấu trí và đóng cặp với Lương Thu Trang. Năm 2023, anh tái hợp với Khả Ngân trong bộ phim Gia đình mình vui bất thình lình.

## Đời tư
Thanh Sơn đã từng lập gia đình với người bạn gái cùng lớp trường Sân khấu Điện ảnh năm 2015 sau ba năm tìm hiểu và có chung một con gái. Tuy nhiên, vào tháng 9 năm 2020, Thanh Sơn cho biết anh và vợ đã ly hôn vào năm 2019. Anh có em trai là Nam Việt (sinh năm 1999), cũng theo học Trường Đại học Sân khấu – Điện ảnh Hà Nội và từng tham gia chương trình Đường tới Cầu Vồng 2021 – lĩnh vực Diễn viên.

## Danh sách tác phẩm

### Phim điện ảnh
| Năm  | Phim                         | Vai     | Đạo diễn          | Tham khảo                   |
| ---- | ---------------------------- | ------- | ----------------- | --------------------------- |
| 2012 | Mùi cỏ cháy                  | Long    | Nguyễn Hữu Mười   | [ 10 ] [ 11 ] [ 12 ] [ 13 ] |
| 2025 | Yêu nhầm bạn thân (bản Việt) | Vũ Trần | Nguyễn Quang Dũng | [ 14 ]                      |
| 2025 | Tử chiến trên không          |         | Lê Nhật Quang     |                             |

### Phim truyền hình
| Năm       | Phim                             | Vai                    | Đạo diễn                                           | Vai trò   | Các diễn viên khác                                                                       | Kênh phát sóng | Chú thích                          |
| --------- | -------------------------------- | ---------------------- | -------------------------------------------------- | --------- | ---------------------------------------------------------------------------------------- | -------------- | ---------------------------------- |
| 2010      | Nếp nhà                          | Phong                  | Vũ Trường Khoa                                     | Vai phụ   | Hoài Anh, Lan Hương, Đỗ Kỷ                                                               | VTV1           | [ 15 ] [ 16 ]                      |
| 2013      | Hoa nở trái mùa                  | Đức                    | Nguyễn Khải Anh, Nguyễn Đức Hiếu                   | Vai phụ   | Lưu Đê Ly, Mạnh Trường                                                                   | VTV3           |                                    |
| 2013-2014 | Chỉ có thể là yêu                | Duy                    | Vũ Minh Trí                                        | Vai phụ   | Việt Anh, Linh Phương                                                                    | VTV3           |                                    |
| 2013-2014 | Chạm tay vào nỗi nhớ             | Tài                    | Vũ Hồng Sơn                                        | Vai phụ   | Saetti Baggio, Diệp Anh, Doãn Quốc Đam, Huyền Trang, Tiến Lộc                            | VTV3           | [ 17 ]                             |
| 2014      | Lời thì thầm từ quá khứ          | Kiên                   | Mai Hồng Phong                                     | Vai phụ   | Phan Minh Huyền, Tiến Lộc                                                                | VTV3           |                                    |
| 2015      | Viết tiếp bản tình ca            | Lâm                    | Vũ Minh Trí                                        | Vai phụ   | Lưu Đê Ly                                                                                | VTV3           |                                    |
| 2015      | Máy bay ký sự                    | Thành                  | Trịnh Lê Phong                                     | Vai phụ   | Thùy Dương, Đình Tú                                                                      | VTV3           |                                    |
| 2016      | Lựa chọn cuối cùng               | Nam                    | Vũ Hồng Sơn                                        | Vai phụ   | Minh Hà, Mạnh Cường                                                                      | VTV1           |                                    |
| 2016      | Chiều ngang qua phố cũ           | Hoàng                  | Trịnh Lê Phong                                     | Vai phụ   | Huyền Thạch, Trần Nghĩa, Bùi Bài Bình, Nguyễn Minh Trang                                 | VTV1           | [ 18 ] [ 19 ]                      |
| 2016-2017 | Phụ nữ là số 1                   | Quân                   | Lê Kiên                                            | Vai phụ   | Huyền Thạch                                                                              | VTV3           |                                    |
| 2017      | Những người nhiều chuyện         | Phong                  | Lê Mạnh, Trần Quốc Trọng                           | Vai chính | Trịnh Khánh Linh                                                                         | VTV1           |                                    |
| 2017-2018 | Cả một đời ân oán                | Khôi                   | Vũ Trường Khoa, Trọng Trinh, Bùi Tiến Huy          | Vai phụ   | Đan Lê, Mỹ Uyên, Hồng Đăng, Mạnh Trường, Hồng Diễm, Lan Phương                           | VTV3           | [ 20 ] [ 21 ]                      |
| 2018      | Đen thôi đỏ quên đi              | Thầy Lâm               | Lê Đỗ Ngọc Linh                                    | Vai phụ   | Hương Giang, Đình Tú                                                                     | VTV3           |                                    |
| 2018      | Mẹ ơi, bố đâu rồi                | Mr. Kay                | Bùi Tiến Huy                                       | Khách mời |                                                                                          | VTV3           |                                    |
| 2018      | Người phán xử tiền truyện        | Gã xăm (Châu Việt Sơn) | Nguyễn Danh Dũng, Nguyễn Mai Hiền, Nguyễn Khải Anh | Vai phụ   | Vân Dung, Việt Anh                                                                       | VTV Giải trí   | [ 22 ]                             |
| 2019      | Nàng dâu order                   | Phong                  | Bùi Quốc Việt                                      | Vai chính | Lan Phương, Quỳnh Kool, Phương Oanh, Minh Vượng, Trọng Trinh                             | VTV3           | [ 23 ]                             |
| 2020      | Tình yêu và tham vọng            | Sơn                    | Bùi Tiến Huy                                       | Vai phụ   | Diễm My 9x, Vũ Thu Hoài, Lã Thanh Huyền, Phan Minh Huyền                                 | VTV3           | [ 24 ]                             |
| 2020      | Đừng bắt em phải quên            | Duy                    | Vũ Minh Trí                                        | Vai chính | Quỳnh Kool, Như Quỳnh, Kim Oanh, Hoàng Hải, Quách Thu Phương                             | VTV1/VTV3      | [ 25 ]                             |
| 2020      | Nhà trọ Balanha                  | Sơn                    | Nguyễn Khải Anh                                    | Khách mời | Xuân Nghị                                                                                | VTV3           |                                    |
| 2021      | Yêu hơn cả bầu trời              | Nguyễn Tuấn Thiên      | Nguyễn Khải Anh                                    | Vai chính | Bình An, Mạnh Quân, Quang Sự, Ngô Mai Phương                                             | VTV1           | [ 26 ] [ 27 ] [ 28 ] [ 29 ]        |
| 2021      | 11 tháng 5 ngày                  | Nguyễn Hải Đăng        | Nguyễn Đức Hiếu, Lê Đỗ Ngọc Linh                   | Vai chính | Khả Ngân, Nguyễn Hà Trung (Trung "ruồi"), Lương Thanh, Vân Dung, Quang Thắng, Mạnh Cường | VTV3           | [ 30 ] [ 31 ] [ 32 ]               |
| 2022      | Đấu trí                          | Đại úy Lê Anh Vũ       | Nguyễn Danh Dũng, Bùi Quốc Việt, Nguyễn Đức Hiếu   | Vai chính | Lương Thu Trang, Doãn Quốc Đam, Xuân Phúc, Trung Anh, Tú Oanh                            | VTV1           | [ 33 ] [ 34 ] [ 35 ] [ 36 ] [ 37 ] |
| 2023      | Gia đình mình vui bất thình lình | Thành Danh             | Nguyễn Đức Hiếu, Lê Đỗ Ngọc Linh                   | Vai chính | Khả Ngân, Bùi Bài Bình, Lan Hương, Kiều Anh, Quang Sự, Doãn Quốc Đam, Lan Phương         | VTV3           | [ 38 ] [ 39 ] [ 40 ]               |
| 2024      | Mình yêu nhau, bình yên thôi     | Đức Anh                | Lê Đỗ Ngọc Linh                                    | Vai chính | Việt Hoa, Doãn Quốc Đam, Trình Mỹ Duyên, Trọng Lân, Tú Oanh                              | VTV3           |                                    |
| 2025      | Đồng hồ đếm ngược                | Thành                  | Bùi Tiến Huy, Trọng Trinh                          | Vai chính | Nguyễn Lan Phương, Phạm Tiến Lộc, Hoàng Hà, Yến My                                       |                |                                    |

## Sân khấu
| Năm  | Tên vở diễn               | Vai diễn        | Chú thích                          |
| ---- | ------------------------- | --------------- | ---------------------------------- |
| 2015 | Ai là thủ phạm            | Vinh            | [ 41 ]                             |
| 2015 | Biến dạng                 | Hiếu            | [ 42 ]                             |
| 2016 | Quan thanh tra            | Ivan Khlextakop | [ 43 ] [ 44 ] [ 45 ]               |
| 2016 | Lời nói dối cuối cùng     | Cuội            | [ 46 ] [ 47 ]                      |
| 2018 | Hoa cúc xanh trên đầm lầy | Vân             | [ 48 ]                             |
| 2018 | Hoa cúc xanh trên đầm lầy | [ 49 ] [ 50 ]   |                                    |
| 2018 | Lời thề thứ 9             | Hiến            | [ 51 ]                             |
| 2019 | Tin ở hoa hồng            |                 | [ 52 ] [ 53 ]                      |
| 2022 | Ông không phải là bố tôi  | Tân             | [ 54 ] [ 55 ]                      |
| 2022 | Hedda Gabler              | Ejlert Løvborg  | [ 56 ] [ 57 ] [ 58 ] [ 59 ] [ 60 ] |
| 2022 | Sống mãi tuổi 17          | Bảy Thẹo        | [ 61 ] [ 62 ]                      |
| 2023 | Bến nước thời gian        | Tào             | [ 63 ] [ 64 ]                      |

## Các hoạt động khác

### Lồng tiếng
- Nhân vật Phong (Mạnh Trường) trong Tuổi thanh xuân 2 [65]
- Nhân vật Thanh (Bình An) trong Đi qua mùa hạ

### Phim ca nhạc
| Năm  | MV                         | Vai trò   | Diễn cùng với                  | Ghi chú |
| ---- | -------------------------- | --------- | ------------------------------ | ------- |
| 2019 | Nửa hồn thương đau         | Diễn viên | Huyền Trang, Việt Anh, Gia Hân |         |
| 2021 | Nhìn những mùa thu đi      | Diễn viên | Nguyễn Minh Hà                 |         |
| 2022 | Meet You At The Right Time | Diễn viên | Khả Ngân                       |         |

### MC
- Trạng nguyên nhí (VTV3, 2021-2022)[66][67]

### Chương trình truyền hình

#### Bữa trưa vui vẻ
Thanh Sơn đã tham gia chương trình với tư cách là khách mời trò chuyện trong 8 lần.

#### Gặp gỡ diễn viên truyền hình
Anh cùng khách mời tham gia chương trình với tư cách là khách mời trò chuyện.

#### Vì bạn xứng đáng(2016)
Thanh Sơn tham gia chương trình với tư cách là người chơi. Anh đã giành được tổng cộng 53.000.000 đồng.

#### Ai là triệu phú(12/5 – 19/5/2020)
Thanh Sơn tham gia chương trình với tư cách là người chơi. Anh đã giành được 22.000.000 đồng.

#### Cặp lá yêu thương (31/8/2020 – 28/9/2020)
Thanh Sơn đã tham gia chương trình với tư cách là khách mời.

#### Cuộc hẹn cuối tuần(18/9/2021)
Tham gia chương trình với tư cách khách mời cùng Khả Ngân.

#### Giai điệu kết nối (20/11/2021)
Thanh Sơn tham gia chương trình với chủ đề "Nhạc phim truyền hình". Anh là khách mời cùng nhạc sĩ Đặng Duy Chiến.

#### Gặp gỡ mùa xuân 2022 (5/2/2022)
Anh tham gia chương trình với tư cách là khách mời trò chuyện.

#### Phiêu lưu cùng Gulliver
Thanh Sơn tham gia chương trình với tư cách nhân vật trải nghiệm mùa 4.

#### 12 con giáp 2024
Thanh Sơn tham gia chương trình với tư cách khách mời.

### Series online
- Kem Xôi

## Giải thưởng và đề cử
| Lễ trao giải                    | Năm  | Hạng mục                                      | Tác phẩm đề cử                               | Kết quả   | Chú thích            |
| ------------------------------- | ---- | --------------------------------------------- | -------------------------------------------- | --------- | -------------------- |
| Cánh Diều Vàng                  | 2018 | Nam diễn viên phụ xuất sắc phim truyền hình   | Cả một đời ân oán                            | Đề cử     | [ 69 ]               |
| Cánh Diều Vàng                  | 2020 | Nam diễn viên phụ xuất sắc phim truyền hình   | Tình yêu và tham vọng                        | Đoạt giải |                      |
| Cánh Diều Vàng                  | 2021 | Nam diễn viên chính xuất sắc phim truyền hình | 11 tháng 5 ngày                              | Đoạt giải | [ 70 ] [ 71 ] [ 72 ] |
| Ấn tượng VTV                    | 2020 | Nam diễn viên Ấn tượng                        | Tình yêu và tham vọng, Đừng bắt em phải quên | Đề cử     |                      |
| Ấn tượng VTV                    | 2021 | Nam diễn viên Ấn tượng                        | Yêu hơn cả bầu trời                          | Đề cử     |                      |
| Ấn tượng VTV                    | 2022 | Nam diễn viên Ấn tượng                        | 11 tháng 5 ngày, Đấu trí                     | Đoạt giải | [ 73 ] [ 74 ] [ 75 ] |
| Giải Mai Vàng                   | 2020 | Nam diễn viên điện ảnh – truyền hình          | Tình yêu và tham vọng                        | Đề cử     |                      |
| Giải Mai Vàng                   | 2022 | Nam diễn viên điện ảnh – truyền hình          | Đấu trí                                      | Đề cử     |                      |
| Liên hoan truyền hình toàn quốc | 2023 | Nam diễn viên xuất sắc                        | Đấu trí                                      | Đoạt giải | [ 76 ] [ 77 ]        |